# Mueang Yala
Mueang Yala (em tailandês: เมืองยะลา) é um distrito da província de Yala, no sul da Tailândia. É o distrito mais populoso da província.

## História
Originalmente, o distrito foi criado em 1917 com o nome de Sateng. Em 1938, o distrito foi renomeado para Mueang Yala.